# Ерланг
Ерланг е статистическа мерна единица за натоварване на даден комуникационен канал (телефонна линия, бит/сек канал и пр.). Числено е равна на произведението на броя нови разговори за единица време λ и средното време на продължителност на разговора h:
{\displaystyle E=\lambda h}
Единицата е кръстена на датския математик и телефонен инженер Агнер Ерланг, който предлага използването на математически анализ за отчитането на телефонния трафик. Ерланг провежда анализ на работата на местна телефонна станции в близко село, чиито жители провеждали разговори с абонати в други населени пунктове. През 1909 г. е публикувана работата му „Теория на вероятностите и телефонните разговори“, в резултат на което методът добива популярност.